# Parafia św. Marcina w Strzeleczkach
Parafia Świętego Marcina w Strzeleczkach jest rzymskokatolicką parafią dekanatu Krapkowice diecezji opolskiej. Parafia została utworzona około 1394 roku. Mieści się przy ulicy Kościelnej.